# Chou-Aï
 (août 2017).
Si vous disposez d'ouvrages ou d'articles de référence ou si vous connaissez des sites web de qualité traitant du thème abordé ici, merci de compléter l'article en donnant les références utiles à sa vérifiabilité et en les liant à la section « Notes et références ».
L'association Chou-Aï ou Chou-Aï est une association créé en 2001, qui a pour but de défendre et protéger les Mouton paresseux de Guyane. Elle est située sur la commune de Macouria.